# I. Péter bolgár cár
I. Péter vagy Szent Péter (bolgárul: Петър I), (912 után – 970. január 29./30.) Bulgária cárja 927-től 969-ig. Elődjével ellentétben minden szomszédjával békét kötött. Uralkodása alatt Bulgária nemzetközi viszonylatban erősen vesztett a tekintélyéből. Ezt elsősorban Bizánc használta ki, amely nem tudott belenyugodni abba, hogy Bulgária területe kiszakadt a birodalomból, és minden eszközzel annak visszaszerzésére törekedett.
I. Simeon második fiaként született, és édesapja halála után az elsőszülött testvér, Mihály helyett – akit édesapja kolostorba záratott – lépett a trónra. Gyenge kezű uralkodónak tartják, aki leginkább vallási kérdésekkel foglalkozott, az országot tulajdonképpen nagybátyja kormányozta. Rövid időn belül két trónkövetelő is fellépett ellene, akiket Bizánc támogatott, de Péternek sikerült trónját megmentenie. Viszont testvére, Mihály 930 után önállóan uralkodott a Sztruma-vidéken. 931-ben pedig a szerbek fölkelése következtében elszakadt Szerbia is. Ebben az időben a besenyők is elfoglalták a Duna torkolatvidékét. 933-ban 938-ban és 948-ban Péter hallgatólagos beleegyezésével támadták meg a magyarok a Bizánci területeket. 966-ban II. Niképhorosz Phokasz bizánci császár megtagadta az adófizetést és 967-ben hadjáratot indított Bulgária ellen, amely sikertelenül végződött. A cár halála előtt nem sokkal kolostorba vonult, átadva a trónt fiának, Borisznak.
Péter uralkodása alatt tűnt fel Bogumil pap, aki megalapította a bogumilok felekezetét.